# Відмінювання в латинській мові
Латинське відмінювання — це набір шаблонів, за якими змінюються латинські слова для відображення відмінка, числа та роду. Іменники, прикметники та займенники відмінюються за спорідненими схемами, тоді як дієвідмінювання розглядають окремо. У латині є п'ять відмін (систем відмінювання) і кожен іменник належить до однієї з них (хоча є кілька слів-винятків).
Прикметники можуть належати лише до першої, другої або третьої відміни. При цьому прикметники бувають двох типів: такі, як bonus, bona, bonum (хороший, добрий) використовують закінчення першої відміни для слів жіночого роду і закінчення другої відміни для слів чоловічого та середнього родів. Інші, такі, як celer, celeris, celere (швидкий) належать до третьої відміни.
Займенники також бувають двох типів: особові займенники типу ego (я) і tū (ти) відміняються за своєю системою, а займенники третьої особи типу hic (цей) та ille (той) можуть вживатися і як займенники, і як прикметники. Ці останні відміняються за шаблоном, схожим на першу-другу відміни іменника, але з поправками: наприклад, родовий відмінок однини має закінчення -īus або -ius замість -ī або -ae.
Порядкові числівники ūnus (один), duo (два) і trēs (три) також мають свою систему відмінювання, а також є розподільні числівники, які відміняються як звичайні прикметники.

## Іменники
Основною формою, за якою визначають відміну латинського іменника, є його закінчення в родовому відмінку однини (-ae, -i, -is, -ūs, -ei). Відповідно, у словниках подають повну форму в називному відмінку однини і закінчення в родовому відмінку однини.
Існує п'ять відмін латинських іменників. Іменники середнього роду в називному, знахідному та кличному відмінках множини завжди мають закінчення -a.

### Перша відміна
Іменники цієї відміни мають закінчення -a в називному відмінку однини і -ae — в родовому. Вони переважно належать до жіночого роду, наприклад via, viae f (шлях) і aqua, aquae f (вода). Є невелика кількість винятків чоловічого роду, що здебільшого позначають рід діяльності, наприклад poēta, poētae m (поет), agricola, agricolae m (землероб) і nauta, nautae m (моряк).
| Перша відміна, жіночий рід | Перша відміна, жіночий рід | Перша відміна, жіночий рід |
| Відмінок                   | Однина                     | Множина                    |
| -------------------------- | -------------------------- | -------------------------- |
| Nominativus                | -ă                         | -ae                        |
| Genetivus                  | -ae                        | -ārum                      |
| Dativus                    | -ae                        | -īs (-abus)                |
| Accusativus                | -am                        | -ās                        |
| Ablativus                  | -ā                         | -īs (-abus)                |
| Vocativus                  | -ă                         | -ae                        |

Приклад відмінювання puellă, puellae (дівчинка)
| Casus | Singularis | Pluralis  |
| N     | puellă     | puellae   |
| G     | puellae    | puellārum |
| D     | puellae    | puellis   |
| Acc   | puellam    | puellās   |
| Abl   | puellā     | puellīs   |
| V     | puellă     | puellae   |

### Друга відміна
До цієї відміни належать іменники чоловічого і середнього роду, що в родовому відмінку однини мають закінчення -i. При цьому в називному відмінку однини вони мають три типи закінчень: -us або -er для чоловічого, наприклад equus, equī m (кінь), magister, magistrī m (вчитель), та -um для середнього, наприклад, castellum, castellī m (за́мок).
| Друга відміна, чоловічий рід | Друга відміна, чоловічий рід | Друга відміна, чоловічий рід |
| Відмінок                     | Однина                       | Множина                      |
| ---------------------------- | ---------------------------- | ---------------------------- |
| Nominativus                  | -us/-er                      | -i/-(e)ri                    |
| Genetivus                    | -ī/-(e)ri                    | -ōrum/-(e)r(ōr)um            |
| Dativus                      | -ō/-(e)ro                    | -īs/-(e)ris                  |
| Accusativus                  | -um/-(e)rum                  | -ōs/-(e)rōs                  |
| Ablativus                    | -ō/-(e)ro                    | -is/-(e)ris                  |
| Vocativus                    | -e/-er                       | -ī/-(e)ri                    |

Приклад відмінювання іменника чоловічого роду hortus, hortī (сад):
| Casus | Singularis | Pluralis |
| N     | hortus     | hortī    |
| G     | hortī      | hortōrum |
| D     | hortō      | hortīs   |
| Acc   | hortum     | hortōs   |
| Abl   | hortō      | hortīs   |
| V     | horte      | hortī    |

Приклад відмінювання іменника чоловічого роду з закінченням на -er puer (хлопчик):
| Casus | Singularis | Pluralis |
| N     | puer       | puerī    |
| G     | puerī      | puerōrum |
| D     | puerō      | puerīs   |
| Acc   | puerum     | puerōs   |
| Abl   | puerō      | puerīs   |
| V     | puer       | puerī    |

За парадигмою другої відміни відміняються також іменники та прикметники середнього роду.
| Друга відміна, середній рід | Друга відміна, середній рід | Друга відміна, середній рід |
| Відмінок                    | Однина                      | Множина                     |
| --------------------------- | --------------------------- | --------------------------- |
| Nominativus                 | -um                         | -a                          |
| Genetivus                   | -ī                          | -ōrum                       |
| Dativus                     | -ō                          | -īs                         |
| Accusativus                 | -um                         | -a                          |
| Ablativus                   | -ō                          | -īs                         |
| Vocativus                   | -um                         | -a                          |

Приклад відмінювання іменника середнього роду oppidum, oppidī (місто):
| Casus | Singularis | Pluralis  |
| N     | oppidum    | oppida    |
| G     | oppidī     | oppidōrum |
| D     | oppidō     | oppidīs   |
| Acc   | oppidum    | oppida    |
| Abl   | oppidō     | oppidīs   |
| V     | oppidum    | oppida    |

### Третя відміна
Іменники третьої відміни мають різні закінчення в називному відмінку однини, тому її можна ідентифікувати лише за закінченням -is у родовому відмінку однини. В межах третьої відміни виділяють три групи, які відрізняються закінченнями у відкладному однини (-ě або -ĭ) та в родовому множини (-ŭm або -iŭm). 
- приголосна група: -ě, -ŭm
- голосна група: -i, -iŭm
- мішана група: -ě, -iŭm

#### Приголосна група
До цієї групи належать іменники з основою на приголосний, що мають різну кількість складів у називному та родовому відмінку однини (нерівноскладові; наприклад, homo, hominis (людина), regio, regionis (область), tempus, temporis (час).
| Третя відміна, приголосна група | Третя відміна, приголосна група | Третя відміна, приголосна група |
| Відмінок                        | Однина                          | Множина                         |
| ------------------------------- | ------------------------------- | ------------------------------- |
| Nominativus                     |                                 | -ěs або -a                      |
| Genetivus                       | -ĭs                             | -um                             |
| Dativus                         | -ĭ                              | -ibus                           |
| Accusativus                     | -ěm або як у називному          | -es або -a                      |
| Ablativus                       | -ě                              | -ibus                           |
| Vocativus                       |                                 | -ěs або -a                      |

Приклад відмінювання іменника чоловічого роду honor, honoris (честь):
| Casus | Singularis | Pluralis  |
| N     | honŏr      | honōrēs   |
| G     | honōrĭs    | honōrum   |
| D     | honōri     | honōrĭbŭs |
| Acc   | honōrěm    | honōrēs   |
| Abl   | honōrě     | honōrĭbŭs |
| V     | honŏr      | honōrēs   |

Приклад відмінювання іменника середнього роду nomen, nominis (ім'я):
| Casus | Singularis | Pluralis  |
| N     | nōměn      | nōmină    |
| G     | nōminĭs    | nōmĭnum   |
| D     | nōmĭni     | nōminĭbŭs |
| Acc   | nōminěm    | nōmĭnă    |
| Abl   | nōmĭně     | nōmĭbŭs   |
| V     | nōmen      | nōmină    |

#### Голосна група
До голосної групи належать переважно іменники із закінченнями -al, -ar, -e у називному відмінку однини.
| Третя відміна, голосна група | Третя відміна, голосна група | Третя відміна, голосна група |
| Відмінок                     | Однина                       | Множина                      |
| ---------------------------- | ---------------------------- | ---------------------------- |
| Nominativus                  |                              | -ěs або -ĭā                  |
| Genetivus                    | -ĭs                          | -ĭŭm                         |
| Dativus                      | -                            | -ĭbŭs                        |
| Accusativus                  | -ěm або як у називному       | -ěs або -ĭā                  |
| Ablativus                    | -ī                           | -ĭbŭs                        |
| Vocativus                    |                              | -ěs або -ĭā                  |

Приклад відмінювання іменника середнього року mare, maris (море):
| Casus | Singularis | Pluralis |
| N     | marě       | marĭă    |
| G     | marĭs      | marĭum   |
| D     | mari       | marĭbŭs  |
| Acc   | marě       | marĭă    |
| Abl   | mari       | marĭbŭs  |
| V     | marě       | marĭă    |

#### Мішана група
До мішаної групи належать іменники, що мають у називному і родовому відмінках однини однакову кількість складів (рівноскладові; наприклад, hostis, hostis іноземець, civis, civis громадянин, navis, navis корабель) або є нерівноскладовими на два приголосні (gens, gentis народ, mons, montis гора, urbs, urbis місто).
| Третя відміна, мішана група | Третя відміна, мішана група | Третя відміна, мішана група |
| Відмінок                    | Однина                      | Множина                     |
| --------------------------- | --------------------------- | --------------------------- |
| Nominativus                 |                             | -ēs або -ĭă                 |
| Genetivus                   | -ĭs                         | -ĭum                        |
| Dativus                     | -ī                          | -ĭbŭs                       |
| Accusativus                 | -em або як у називному      | -ēs або -ĭă                 |
| Ablativus                   | -ě                          | -ĭbŭs                       |
| Vocativus                   |                             | -ēs або -ĭă                 |

Приклад відмінювання pars, partĭs (частина):
| Casus | Singularis | Pluralis |
| N     | pars       | partēs   |
| G     | partĭs     | partĭum  |
| D     | partī      | partĭbŭs |
| Acc   | partěm     | partēs   |
| Abl   | partě      | partĭbŭs |
| V     | pars       | partēs   |

### Четверта відміна
До четвертої відміни належать іменники чоловічого роду на -us у називному та -us у родовому відмінку однини, наприклад fructus, fructus (фрукт) та іменники середнього роду на -u в називному і -us в родовому відмінку однини, наприклад, cornu, cornus (ріг), genu, genus (коліно).

#### Чоловічий рід
| Четверта відміна, чоловічий рід | Четверта відміна, чоловічий рід | Четверта відміна, чоловічий рід |
| Відмінок                        | Однина                          | Множина                         |
| ------------------------------- | ------------------------------- | ------------------------------- |
| Nominativus                     | -ŭs                             | -ūs                             |
| Genetivus                       | -ūs                             | -ŭŭm                            |
| Dativus                         | -ŭi (-ū)                        | -ĭbŭs                           |
| Accusativus                     | -ŭm                             | -ūs                             |
| Ablativus                       | -ū                              | -ĭbŭs                           |
| Vocativus                       | -ŭs                             | -ūs                             |

Приклад відмінювання fructŭs, fructūs (фрукт):
| Casus | Singularis | Pluralis  |
| N     | fructŭs    | fructūs   |
| G     | fructūs    | fructŭŭm  |
| D     | fructūi    | fructĭbŭs |
| Acc   | fructŭm    | fructūs   |
| Abl   | fructū     | fructĭbŭs |
| V     | fructŭs    | fructūs   |

#### Середній рід
| Четверта відміна, середній рід | Четверта відміна, середній рід | Четверта відміна, середній рід |
| Відмінок                       | Однина                         | Множина                        |
| ------------------------------ | ------------------------------ | ------------------------------ |
| Nominativus                    | -ū                             | -ŭă                            |
| Genetivus                      | -ūs                            | -ŭŭm                           |
| Dativus                        | -ū                             | -ĭbŭs                          |
| Accusativus                    | -ū                             | -ŭă                            |
| Ablativus                      | -ū                             | -ĭbŭs                          |
| Vocativus                      | -ū                             | -ŭă                            |

Приклад відмінювання genū, genūs (коліно):
| Casus | Singularis | Pluralis |
| N     | genū       | genŭă    |
| G     | genūs      | genŭŭm   |
| D     | genū       | genĭbŭs  |
| Acc   | genū       | genŭă    |
| Abl   | genū       | genĭbŭs  |
| V     | genū       | genŭă    |

### П'ята відміна
До п'ятої відміни належать лише іменники жіночого роду (за винятком іменника diēs, diēi день, який може бути як жіночого, так і чоловічого роду). Більшість іменників цієї відміни вживається лише в однині.
| П'ята відміна, жіночий рід | П'ята відміна, жіночий рід | П'ята відміна, жіночий рід |
| Відмінок                   | Однина                     | Множина                    |
| -------------------------- | -------------------------- | -------------------------- |
| Nominativus                | -ēs                        | -ēs                        |
| Genetivus                  | -ēī, -ěī                   | -ērŭm                      |
| Dativus                    | -ēī, -ěī                   | -ēbŭs                      |
| Accusativus                | -ěm                        | -ēs                        |
| Ablativus                  | -ē                         | -ēbŭs                      |
| Vocativus                  | -ēs                        | -ēs                        |

Приклад відмінювання іменника res, rei (річ):
| Casus | Singularis | Pluralis |
| N     | rēs        | rēs      |
| G     | rěi        | rērŭm    |
| D     | rěi        | rēbŭs    |
| Acc   | rěm        | rēs      |
| Abl   | rē         | rēbŭs    |
| V     | rēs        | rēs      |

## Займенники

### Особові займенники
Особові займенники першої та другої відмін є неправильними, а також не змінюються за родом; зворотний займенники третьої особи sē, suī завжди стосується суб'єкта, незалежно від його числа.
|                        | Перша особа    | Перша особа    | Друга особа    | Друга особа  | Третя особа  | Третя особа |
| ego, nōs я, ми         | ego, nōs я, ми | tū, vōs ти, ви | tū, vōs ти, ви | sē, suī себе | sē, suī себе |             |
| Singularis             | Pluralis       | Singularis     | Pluralis       | Singularis   | Pluralis     |             |
| ---------------------- | -------------- | -------------- | -------------- | ------------ | ------------ | ----------- |
| Nominativus            | ego egō        | nōs            | tū             | vōs          | —            | —           |
| Accusativus            | mē             | nōs            | tē             | vōs          | sē sēsē      | sē sēsē     |
| Genitivus (доповнювач) | meī            | nostrī         | tuī            | vestrī       | suī          | suī         |
| Genitivus (партитив)   | —              | nostrum        | —              | vestrum      | —            | —           |
| Dativus                | mihi mihī      | nōbīs          | tibi tibī      | vōbīs        | sibi sibī    | sibi sibī   |
| Ablativus              | mē             | nōbīs          | tē             | vōbīs        | sē sēsē      | sē sēsē     |

Форми родового відмінка meī, tuī, nostrī, vestrī, suī вживаються як доповнення (мене, тебе, нас, вас), тоді як nostrum, vestrum вживаються як партитив, означаючи "[один] із нас", "[один] із вас".

## Прикметники
Прикметники можуть відмінятися за першою, другою чи третьою відміною.

### Прикметники першої-другої відміни
Сюди належать прикметники із закінченнями -us або -er для чоловічого роду, -a для жіночого роду та -um для середнього роду. Прикметники жіночого роду відміняються за парадигмою першої відміни, а решта — за парадигмою другої відміни. Деякі прикметники з закінченням -er втрачають -e під час відмінювання, наприклад, pulcher, pulchra, pulchrum.
| Casus      | Masculinum | Femininum  | Neutrum    |
| Singularis | Singularis | Singularis | Singularis |
| ---------- | ---------- | ---------- | ---------- |
| N          | parvus     | parva      | parvum     |
| G          | parvī      | parvae     | parvī      |
| D          | parvō      | parvae     | parvō      |
| Acc        | parvum     | parvam     | parvum     |
| Abl        | parvō      | parvā      | parvō      |
| V          | parve      | parva      | parvum     |
| Pluralis   |            |            |            |
| N          | parvī      | parvae     | parva      |
| G          | parvōrum   | parvārum   | parvōrum   |
| D          | parvīs     | parvīs     | parvīs     |
| Acc        | parvōs     | parvās     | parva      |
| Abl        | parvīs     | parvīs     | parvīs     |
| V          | parvī      | parvae     | parva      |

Відмінювання прикметника на -er
| Casus      | Masculinum | Femininum  | Neutrum    |
| Singularis | Singularis | Singularis | Singularis |
| ---------- | ---------- | ---------- | ---------- |
| N          | misěr      | misěra     | misěrum    |
| G          | misěrī     | misěrae    | misěrī     |
| D          | misěrō     | misěrae    | misěrō     |
| Acc        | misěrum    | misěram    | misěrum    |
| Abl        | misěrō     | misěrā     | misěrō     |
| V          | misěr      | misěra     | misěrum    |
| Pluralis   |            |            |            |
| N          | misěrī     | misěrae    | misěra     |
| G          | misěrōrum  | misěrārum  | misěrōrum  |
| D          | misěrīs    | misěrīs    | misěrīs    |
| Acc        | misěrōs    | misěrās    | misěra     |
| Abl        | misěrīs    | misěrīs    | misěrīs    |
| V          | misěrī     | misěrae    | misěra     |

### Прикметники третьої відміни
Прикметники третьої відміни можуть мати такі закінчення називного відмінку однини: 
- три закінчення, відмінні для кожного роду, наприклад, saluber, salubris, salubre (здоровий).
- два закінчення: спільне для чоловічого і жіночого, інше для середнього, наприклад, gravis, gravis, grave (важкий). Це найчисельніша група.
- одне закінчення для всіх трьох родів, наприклад, felix, felix, felix (щасливий).

Більшість прикметників третьої відміни відміняються як іменники голосної групи, але є винятки.

#### Відмінювання з трьома закінченнями
| Singularis | Singularis  | Singularis | Singularis | Pluralis    | Pluralis  | Pluralis |
| Casus      | Massculinum | Femininum  | Neutrum    | Massculinum | Femininum | Neutrum  |
| ---------- | ----------- | ---------- | ---------- | ----------- | --------- | -------- |
| N=V        | acer        | acris      | acre       | acres       | acres     | acria    |
| G          | acris       | acris      | acris      | acrium      | acrium    | acrium   |
| D          | acri        | acri       | acri       | acribus     | acribus   | acribus  |
| Acc        | acrem       | acrem      | acre       | acres       | acres     | acria    |
| Abl        | acri        | acri       | acri       | acribus     | acribus   | acribus  |

#### Відмінювання з двома закінченнями
| Singularis | Singularis  | Singularis | Singularis | Pluralis    | Pluralis  | Pluralis |
| Casus      | Massculinum | Femininum  | Neutrum    | Massculinum | Femininum | Neutrum  |
| ---------- | ----------- | ---------- | ---------- | ----------- | --------- | -------- |
| N=V        | gravis      | gravis     | grave      | graves      | graves    | gravia   |
| G          | gravis      | gravis     | gravis     | gravium     | gravium   | gravium  |
| D          | gravi       | gravi      | gravi      | gravibus    | gravibus  | gravibus |
| Acc        | gravem      | gravem     | grave      | graves      | graves    | gravia   |
| Abl        | gravi       | gravi      | gravi      | gravibus    | gravibus  | gravibus |

#### Відмінювання з одним закінченнями
| Singularis | Singularis  | Singularis | Singularis | Pluralis    | Pluralis  | Pluralis  |
| Casus      | Massculinum | Femininum  | Neutrum    | Massculinum | Femininum | Neutrum   |
| ---------- | ----------- | ---------- | ---------- | ----------- | --------- | --------- |
| N=V        | felix       | felix      | felix      | felices     | felices   | felicia   |
| G          | felicis     | felicis    | felicis    | felicium    | felicium  | felicium  |
| D          | felici      | felici     | felici     | felicibus   | felicibus | felicibus |
| Acc        | felicem     | felicem    | felix      | felices     | felices   | felicia   |
| Abl        | felici      | felici     | felici     | felicibus   | felicibus | felicibus |

### Відмінювання прикметників у вищому ступені порівняння
Прикметники у вищому ступені порівняння (comparativus) відміняються як іменники третьої відміни приголосної групи.
| Singularis | Singularis  | Singularis | Singularis | Pluralis    | Pluralis   | Pluralis   |
| Casus      | Massculinum | Femininum  | Neutrum    | Massculinum | Femininum  | Neutrum    |
| ---------- | ----------- | ---------- | ---------- | ----------- | ---------- | ---------- |
| N=V        | carior      | carior     | carius     | cariores    | cariores   | cariora    |
| G          | carioris    | carioris   | carioris   | cariorum    | cariorum   | cariorum   |
| D          | cariori     | cariori    | cariori    | carioribus  | carioribus | carioribus |
| Acc        | cariorem    | cariorem   | carius     | cariores    | cariores   | cariora    |
| Abl        | cariore     | cariore    | cariore    | carioribus  | carioribus | carioribus |

Прикметники в найвищому ступені порівняння відміняються так, як прикметники першої-другої відміни на -us, -a, -um.

### Числівники
Латинські слова-числівники бувають кількох видів: найпоширенішими є кількісні та порядкові, рідше трапляються розділові та прислівникові. Відміняються лише порядкові (за зразком прикметника першої-другої відміни) та деякі кількісні.

#### Відмінювання кількісних числівників
Серед кількісних числівників відміняються лише ūnus (один), duo (два), trēs (три), множинні сотні ducentī (двісті), trecentī (триста) ітд., а також mīlle (тисяча). Ūnus, ūna, ūnum — як іменники першої-другої відміни з -īus або -ius у родовому та -ī в давальному відмінку. Duo відміняється неправильно, trēs відміняється як прикметник третьої відміни в множині, числівники на -centī (сотні) відміняються як прикметники першої-другої відміни, а mīlle у множині відміняється як іменник середнього роду третьої відміни з основою на -i, але не відміняється в однині.
Форми множини ūnus використовують з множинними іменниками (plūrālia tantum), які фактично позначають однину, наприклад, ūna castra (один [військовий] табір).
|             | ūnus, ūna, ūnum один, одна, одне | ūnus, ūna, ūnum один, одна, одне | ūnus, ūna, ūnum один, одна, одне | ūnus, ūna, ūnum один, одна, одне | ūnus, ūna, ūnum один, одна, одне | ūnus, ūna, ūnum один, одна, одне |
| Singularis  | Singularis                       | Singularis                       | Pluralis                         | Pluralis                         | Pluralis                         |                                  |
| Masculinum  | Femininum                        | Neutrum                          | Masculinum                       | Femininum                        | Neutrum                          |                                  |
| ----------- | -------------------------------- | -------------------------------- | -------------------------------- | -------------------------------- | -------------------------------- | -------------------------------- |
| Nominativus | ūnus                             | ūna                              | ūnum                             | ūnī                              | ūnae                             | ūna                              |
| Vocativus   | ūne                              | ūna                              | ūnum                             | ūnī                              | ūnae                             | ūna                              |
| Accusative  | ūnum                             | ūnam                             | ūnum                             | ūnōs                             | ūnās                             | ūna                              |
| Genitivus   | ūnīus / ūnius                    | ūnīus / ūnius                    | ūnīus / ūnius                    | ūnōrum                           | ūnārum                           | ūnōrum                           |
| Dativus     | ūnī                              | ūnī                              | ūnī                              | ūnīs                             | ūnīs                             | ūnīs                             |
| Ablativus   | ūnō                              | ūnā                              | ūnō                              | ūnīs                             | ūnīs                             | ūnīs                             |

Слово ambō (обоє) відміняється як duo з тією відмінністю, що в ньому o стає довгим. Обидва шаблони відмінювання походять із індо-європейської двоїни, що загалом зникла в латині на користь множини.
|             | duo, duae, duo два, дві | duo, duae, duo два, дві | duo, duae, duo два, дві |
| Pluralis    | Pluralis                | Pluralis                |                         |
| Masculinum  | Femininum               | Neutrum                 |                         |
| ----------- | ----------------------- | ----------------------- | ----------------------- |
| Nominativus | duo                     | duae                    | duo                     |
| Vocativus   | duo                     | duae                    | duo                     |
| Accusative  | duōs duo                | duās                    | duo                     |
| Genitivus   | duōrum                  | duārum                  | duōrum                  |
| Dativus     | duōbus                  | duābus                  | duōbus                  |
| Ablativus   | duōbus                  | duābus                  | duōbus                  |

|             | ambō, ambae, ambō обоє, обидві, обидва | ambō, ambae, ambō обоє, обидві, обидва | ambō, ambae, ambō обоє, обидві, обидва |
| Pluralis    | Pluralis                               | Pluralis                               |                                        |
| Masculinum  | Femininum                              | Neutrum                                |                                        |
| ----------- | -------------------------------------- | -------------------------------------- | -------------------------------------- |
| Nominativus | ambō                                   | ambae                                  | ambō                                   |
| Accusative  | ambōs ambō                             | ambās                                  | ambō                                   |
| Genitivus   | ambōrum                                | ambārum                                | ambōrum                                |
| Dativus     | ambōbus                                | ambābus                                | ambōbus                                |
| Ablativus   | ambōbus                                | ambābus                                | ambōbus                                |

|             | trēs, tria три | trēs, tria три | trēs, tria три |
| Pluralis    | Pluralis       | Pluralis       |                |
| Masculinum  | Femininum      | Neutrum        |                |
| ----------- | -------------- | -------------- | -------------- |
| Nominativus | trēs           | trēs           | tria           |
| Vocativus   | trēs           | trēs           | tria           |
| Accusative  | trēs / trīs    | trēs / trīs    | tria           |
| Genitivus   | trium          | trium          | trium          |
| Dativus     | tribus         | tribus         | tribus         |
| Ablativus   | tribus         | tribus         | tribus         |

Числівник centum (сто) не відміняється, на відміну від інших сотенних числівників (ducentī, trecentī, quadringentī, quīngentī, sescentī, septingentī, octingentī, nōngentī).
|             | ducentī, ducentae, ducenta двісті | ducentī, ducentae, ducenta двісті | ducentī, ducentae, ducenta двісті |
| Pluralis    | Pluralis                          | Pluralis                          |                                   |
| Masculinum  | Femininum                         | Neutrum                           |                                   |
| ----------- | --------------------------------- | --------------------------------- | --------------------------------- |
| Nominativus | ducentī                           | ducentae                          | ducenta                           |
| Vocativus   | ducentī                           | ducentae                          | ducenta                           |
| Accusative  | ducentōs                          | ducentās                          | ducenta                           |
| Genitivus   | ducentōrum                        | ducentārum                        | ducentōrum                        |
| Dativus     | ducentīs                          | ducentīs                          | ducentīs                          |
| Ablativus   | ducentīs                          | ducentīs                          | ducentīs                          |

Слово mīlle (тисяча) є незмінюваним в однині. Натомість його форма множини mīlia відміняється як іменник третьої відміни з основою на -i. У фразі "чотири тисячі коней", як і в українській, для іменника буде використано родовий відмінок: quattuor mīlia equōrum.
|             | mīlle тисяча | mīlia, mīlium тисячі | mīlia, mīlium тисячі |
| ----------- | ------------ | -------------------- | -------------------- |
| Nominativus | mīlle        | mīlia mīllia         | -ia                  |
| Vocativus   | mīlle        | mīlia mīllia         | -ia                  |
| Accusative  | mīlle        | mīlia mīllia         | -ia                  |
| Genitivus   | mīlle        | mīlium mīllium       | -ium                 |
| Dativus     | mīlle        | mīlibus mīllibus     | -ibus                |
| Ablativus   | mīlle        | mīlibus mīllibus     | -ibus                |

Решта числівників не відміняються.